# Departament de Jutiapa
El departament de Jutiapa és un dels 22 departaments de la República de Guatemala, situat a 124 km de la capital. És bastant muntanyenc i compta amb platges turístiques al sud del departament. El seu clima és molt divers entre càlid i temperat. La seva capçalera departamental és Jutiapa i limita al nord amb els departaments de Jalapa i Chiquimula; al sud amb el departament de Santa Rosa i l'oceà Pacífic i a l'est amb la República del Salvador Té una població de 489.085 habitants.

## Idiomes i etnografia
Jutiapa és habitat en la seva majoria per descendents Europeus i Indígenes. La majoria de la seva població és de "raça" ladino (mestís) no indígena. Abans de l'arribada dels espanyols es creu que cap al nord, vora Chiquimula, es parlava el ch'ortí, cap al sud era una regió pipil, d'ascendència mexicana. A Conguaco, Jalpatagua i altres llocs es parlava el popoluca. I cap a l'actual departament de Santa Rosa, els pobles eren d'origen xinca, filiació ètnica avui pràcticament desapareguda.

## Divisió Administrativa
El departament de Jutiapa està format per 17 municipis.
1. Jutiapa
2. Agua Blanca
3. Asunción Mita
4. Atescatempa
5. Comapa
6. Conguaco
7. El Adelanto
8. El Progreso
9. Jalpatagua
10. Jerez
11. Moyuta
12. Quesada
13. Santa Catarina Mita
14. Yupiltepeque
15. Zapotitlán
16. Pasaco
17. San José Acatempa